# Vojtech Kováč (zootechnik)
Vojtech Kováč, původně Kohn (1. únor 1905 Trenčianska Turná – 24. listopad 1963 Nitra) byl vysokoškolský pedagog, profesor, zemědělský odborník - zootechnik. Jeho otec se jmenoval Bernard Kohn a jeho matka se jmenovala Johanna rod. Schlesingerová.

## Životopis
Studoval na Vysoké škole zemědělské v Brně. Absolvoval Státní pedagogický seminář pro učitele zemědělských škol v Praze. Hospodářský pracovník, později učitel na odborných ekonomických školách. Během SNP pracovník pověřenectva SNR pro věci hospodářské a zásobovací v Banské Bystrici. Vysokoškolský profesor, vedoucí Ústavu a Katedry speciální zootechniky Vysoké školy zemědělské v Nitře. Přednášel speciální zootechniku a biotechnologie, zabýval se šlechtěním prasat a ovcí. Autor monografií, vědeckých prací, studií a odborných článků.